# Ferrovia Bulle-Romont
La ferrovia Bulle-Romont è una linea ferroviaria, gestita da Transports publics fribourgeois, che collega Bulle con Romont.

## Storia
La linea nacque per collegare la regione della Gruyère con la ferrovia Losanna-Berna. 
I primi progetti risalgono al 1854; costruita in circa tre anni, la ferrovia viene inaugurata il 28 giugno 1868 e aperta al pubblico il 1º luglio dello stesso anno: concessa alla Compagnie du Chemin de fer Bulle-Romont (BR), fondata a Bulle nel 1865, l'esercizio venne da questa affidato alla Chemins de fer de la Suisse Occidentale: i tempi di percorrenza si aggiravano intorno ai 55 minuti. L'esercizio della linea passò nel 1881 alla Suisse-Occidentale-Simplon, nel 1890 alla Compagnia del Giura-Sempione e con la nazionalizzazione di quest'ultima (1903) alle Ferrovie Federali Svizzere. Nel 1929 la BR riprese la gestione delle stazioni, e dal 1934 assicurò anche la trazione dei treni, in quanto il contratto con le FFS era divenuto troppo oneroso.
Nel 1942 le attività e le passività della BR vennero rilevate dal canton Friburgo; la BR entrò in liquidazione (conclusasi nel 1952); il cantone apportò nel 1943 la linea alla società Compagnie des Chemins de fer fribourgeois Gruyère–Fribourg–Morat (GFM), nata dalla fusione della Compagnie du Chemin de fer Fribourg-Morat-Anet (FMA) con la Chemins de fer électriques de la Gruyère (CEG). La fusione delle ferrovie private friborghesi era una delle condizioni poste dalla Confederazione Elvetica per accedere ai finanziamenti previsti dalla legge federale del 1939 sull'aiuto alle ferrovie. La GFM completò l'8 maggio 1946 i lavori di elettrificazione della linea. Altro cambio societario si ha nel 2000, anno in cui la GFM assorbì la Transports en commun de Fribourg (TF) cambiando ragione sociale in Transports publics fribourgeois (TPF).
Per consentire i lavori di riammodernamento viene chiusa dall'11 luglio al 10 dicembre 2010; vengono anche dismesse, nel 2011, tutte le stazioni intermedie tra i due capolinea: in particolare quelle di Vaulruz-Nord, Sâles e Vuisternens-devant-Romont sono trasformate in posti d'incrocio.

## Caratteristiche
La linea è a binario unico, elettrificato a 15 kV ~ 16,7 Hz e ha una lunghezza di 18,19 chilometri; la pendenza massima è del 25 per mille.

### Percorso

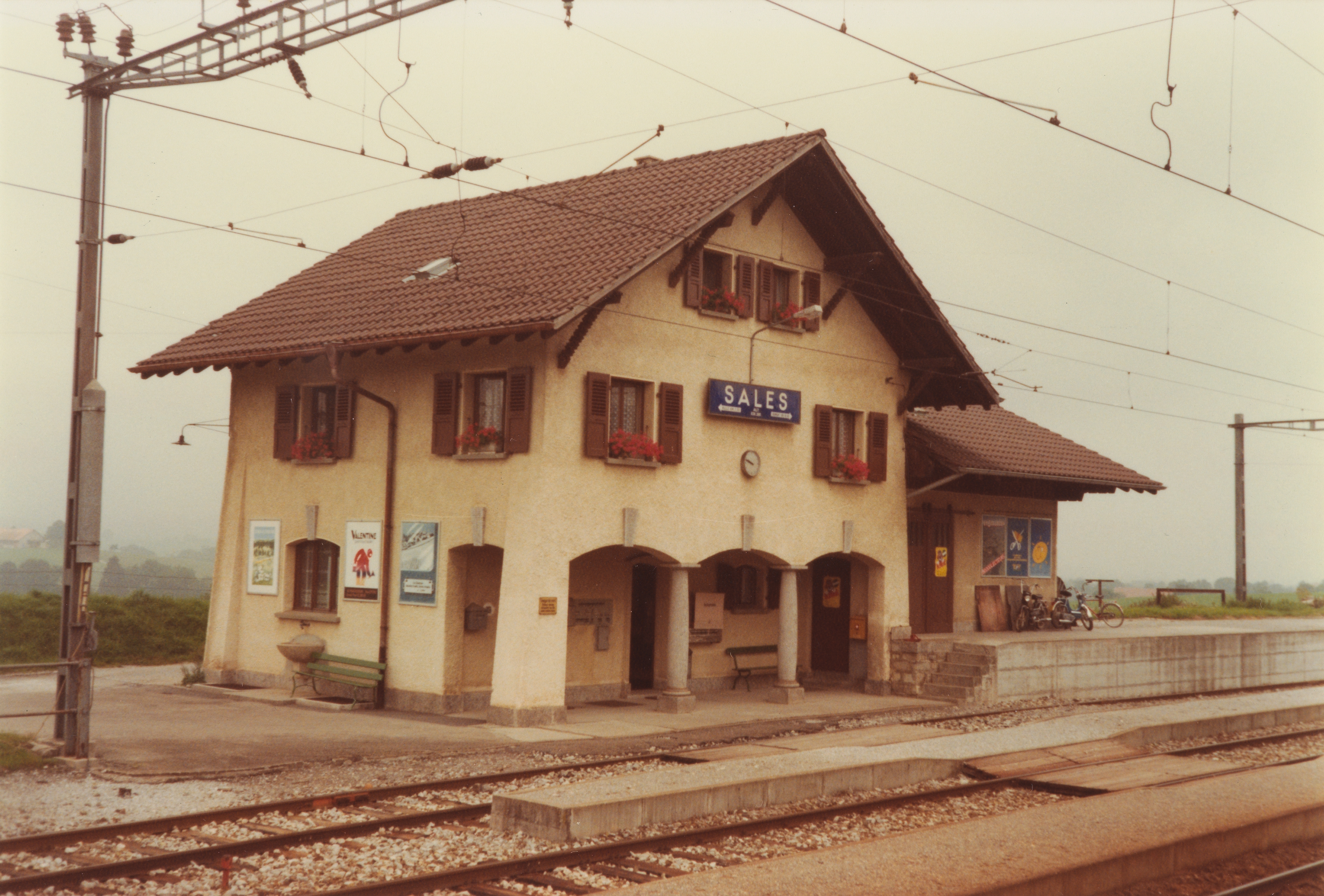
La stazione di Sâles nel 1982

| Continuation backward |

|  | Unknown route-map component "ABZg+l" | Unknown route-map component "CONTfq" |

| Station on track |

|  | Unknown route-map component "ABZgl" | Unknown route-map component "CONTfq" |

|  | Unknown route-map component "ABZgl" | Unknown route-map component "KDSTeq" |

| Unknown route-map component "eHST" |

| Small non-passenger station on track |

| Small non-passenger station on track |

| Unknown route-map component "eHST" |

| Small non-passenger station on track |

| Unknown route-map component "eHST" |

|  | Unknown route-map component "xABZgl" | Unknown route-map component "STR+r" |

|  | Unknown route-map component "exhKRZWae" | Straight track |

|  | Unknown route-map component "xABZg+l" | One way rightward |

|  | Unknown route-map component "ABZg+l" | Unknown route-map component "CONTfq" |

| Station on track |

| Continuation forward |